# Ковалево (Брянская область)
Ковалёво — село в Стародубском муниципальном округе Брянской области.

## География
Находится в южной части Брянской области на расстоянии приблизительно 25 км на восток-северо-восток от районного центра города Стародуб.

## История
Известно со второй половины XVII века, до 1781 года входило в состав Бакланской сотни Стародубского полка (частично казацкое поселение — центр казачьего куреня; частично владение бакланской ратуши, позднее — Соколовского, Гудовичей и др.). С 1694 года село с Михайловской церковью (не сохранилась). В 1859 году здесь (село Стародубского уезда Черниговской губернии) было учтено 43 двора, в 1892—83. В середине XX века работал колхоз «Стенька Разин», позднее «Красное Знамя». До 2019 года входило в состав Гарцевского сельского поселения Стародубского района, с 2019 по 2020 в Меленское сельское поселение до его упразднения.

## Население
Численность населения: 403 человека (1859 год), 653 (1892), 269 человек в 2002 году (русские 100 %), 209 в 2010.